# 愛隣学校
愛隣学校（あいりんがっこう）は、幌別村及び函館（元町・谷地頭）に存在したキリスト教系アイヌ学校である。聖公会のジョン・バチェラーの構想の下、アイヌ首長・金成喜蔵によって幌別村に開設された私塾「相愛学校」を母体とした学校で、日曜学校も併設したほか、仮の礼拝堂としても使用された。日英修好通商条約違反により一度閉鎖されたが、その代わりとして新たに函館で復興された。1904年、1905年（明治37、8年）頃、廃校となった。資料により愛憐学校との記述も見られる。

## 略歴
1885年（明治18年）、幌別村にて、アイヌにキリスト教教育・アイヌ語教育を行っていたジョン・バチェラーは、金成太郎を校主として、アイヌにキリスト教教育を施すアイヌ学校の設立を構想していた。同年8月、アイヌであることを理由に教師を続けることができなくなった息子・太郎のことを不憫に思った父・喜蔵は、アイヌ学校設立を構想していたバチェラーの勧めもあって、自宅の傍に小屋を建て、これを私塾「相愛学校」とした。ここで、太郎はアイヌ子弟に教育を行った。
あくまで私塾という北海道庁から許可を得ていない非公式の教育であったため、1888年（明治21年）4月、太郎を校主として、正式な学校である「私立相愛学校」として開校届を提出するも、北海道庁によって不認可となる。同年8月、校主を太郎から片倉家の旧臣である西東勇吾へと変更する。9月5日、開校が許可される。9月8日、校名を「私立相愛学校」から「愛隣学校」へと変更。9月10日、開校式。
後に日曜学校も併設し、仮の礼拝堂としても使用された。
1892年（明治25年）、室蘭郡長によって、日英修好通商条約違反として閉鎖された後、取り壊された。
その代わりとして、函館元町の聖公会聖堂・仮食堂内に開設された。同じ聖公会の宣教師で教育者であったネトルシップが校長となった。1893年（明治26年）、谷地頭に校舎を新築した。また、14歳以下の子どもを収容する付属育児院も併設された。
1904年、1905年（明治37、8年）頃、廃校となった。

## 概略

### 授業内容
- 愛隣学校
ローマ字・アイヌ語の読み書き[6]
フットボールの類（函館）[7]
- 日曜学校
祈祷・聖書[6]

### 教師
校長（幌別）：西東勇吾（片倉家旧臣）

教師（幌別）：芥川清五郎

校長（函館）：ネトルシップ

### 児童・生徒数
- 愛隣学校（幌別）
アイヌ児童：15名[6]
和人児童：1名[6]
- 日曜学校
アイヌ児童：11名[6]
和人児童：12名[6]
- 愛隣学校（函館）
予科：11名[7]
本科：4名[7]
- 付属育児院
14名[7]

### 仮礼拝堂
アイヌ首長である金成喜蔵をはじめ十数名のアイヌクリスチャン、日本基督教会の信徒である片倉景光のほか和人のクリスチャン5、6名が熱心に教会に通った。